# Європейські ігри 2019
Європейські ігри 2019 (біл. II Еўрапейскія гульні; англ. 2019 European Games) — другі Європейські ігри, що проходили у Мінську, столиці Білорусі, з 21 по 30 червня 2019 року. Але змагання з веслування на байдарках і каное у місті Заславль..
На Європейських іграх розіграно 200 комплектів медалей. Понад 4000 тисячі атлетів з 50 країн змагалися у 200-х спортивних дисциплінах 23-х видів та підвидів спорту 15 спортивних федерацій. У змаганнях десяти спортивних федерацій — розігрувалися ліцензії на Ігри XXXII Олімпіади 2020 року у м. Токіо. У 4 видах спорту визначилися чемпіони Європи. Церемонія відкриття ігор відбулася 21 червня 2019 року, а церемонія закриття — 30 червня 2019 року. Залучено близько 6 тисяч волонтерів, ще тисяча чоловік було резервом. Обрані волонтери пройшли ряд тренінгів та взяли участь у підготовці до Ігор, а також працювали безпосередньо під час проведення спортивного форуму.
Для проведення процедури акредитації ЄОК надали місту особливу систему від компанії Swiss Timing. Процес акредитації почався у грудні 2018 року. Очікувалося, що дозвіл на висвітлення заходу отримають понад 1 тис. представників ЗМІ з різних країн. Зацікавленість в організації трансляції Ігор виявила низка іноземних телекомпаній, серед них — португальська Medialuso-Mediapro, іспанська ISB і російська «Матч ТВ». Офіційний партнер трансляції був названий 29 січня 2018. Ним стала іспанська компанія ISB. Контракт був підписаний 25 квітня 2018 року. Проте, білоруські телеканали теж були залучені до трансляцій за договором субпідряду. Офіційними трансляторами ігор в України стали телеканали «Інтер» та НТН.

## Вибір міста

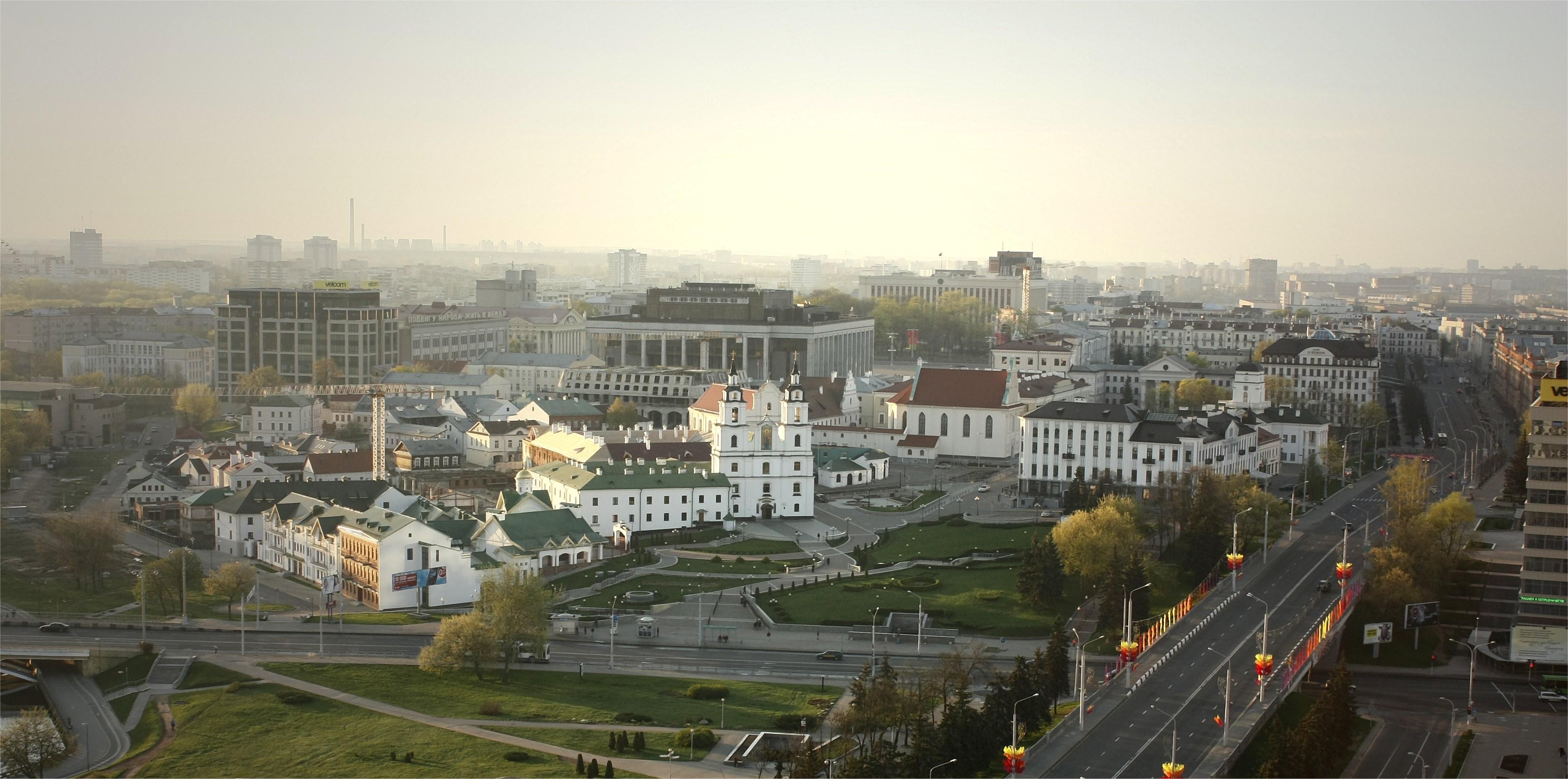
Мінськ обрано містом-господарем Європейських ігор 2019 року.

Ряд країн і міст висловили зацікавленість  у проведенні у 2019 році II Європейських ігор. 16 травня 2015 року учасниками засідання Надзвичайної генеральної асамблеї Європейських олімпійських комітетів було прийнято рішення про проведення II Європейських ігор 2019 року в Нідерландах. Змагання передбачалося провести в семи містах, зокрема в Амстердамі, Гаазі, Ейндховені, Роттердамі, Утрехті. 10 червня 2015 року Нідерланди відмовилися від проведення II Європейських ігор.
Після відмови Нідерландів (Амстердам), свою зацікавленість у проведенні Ігор висловили Білорусь (Мінськ), Велика Британія (Глазго), Польща (Познань), Росія (Казань і Сочі) та Туреччина (Стамбул).
У листопаді 2015 року Росію було визначено організатором II Європейських ігор. Одночасно WADA розпочала розслідування допінгового скандалу в Росії. Напередодні Олімпіади 2016 року МОК відмовив Росії  у підтримці проведення основних спортивних заходів, включно з ІІ Європейськими іграми. Засідання Генеральної асамблеї ЄОК, що відбулось у Мінську 21 жовтня 2016 року, визначило місцем проведення II Європейських ігор Мінськ. 1 вересня 2017 року було підписано контракт на проведення II Європейських ігор у 2019 році. Підпис під документом, що містить основні принципи і аспекти організації і проведення масштабного спортивного форуму, поставили голова Мінміськвиконкому Андрій Шорец і виконувач обов'язків президента Європейських олімпійських комітетів Янез Кочіянчич (на той момент, зараз — президент), а також міністр спорту і туризму Білорусі Олександр Шамко, перший віце-президент НОК Білорусі Андрій Асташевич, директор фонду «Дирекція II Європейських ігор 2019 року» Георгій Катулин, генеральний секретар Європейських олімпійських комітетів Рафаеле Паньоцці.
| Мінськ | Білорусь | Усі виборці за. Мінськ обрано господарем II Європейських ігор у 2019 році. |

## Організація

### Оргкомітет
12 травня 2017 року Президент Білорусі Олександр Лукашенко підписав указ про створення фонду «Дирекція II Європейських ігор в Мінську». Засновниками фонду стали Національний олімпійський комітет, Мінміськвиконком і Мінспорту. Директором фонду було призначено Георгія Катуліна — генерального секретаря Національного олімпійського комітету Білорусі. У листопаді 2017 року Дирекція створила офіційну сторінку ігор в інтернеті.

### Волонтери

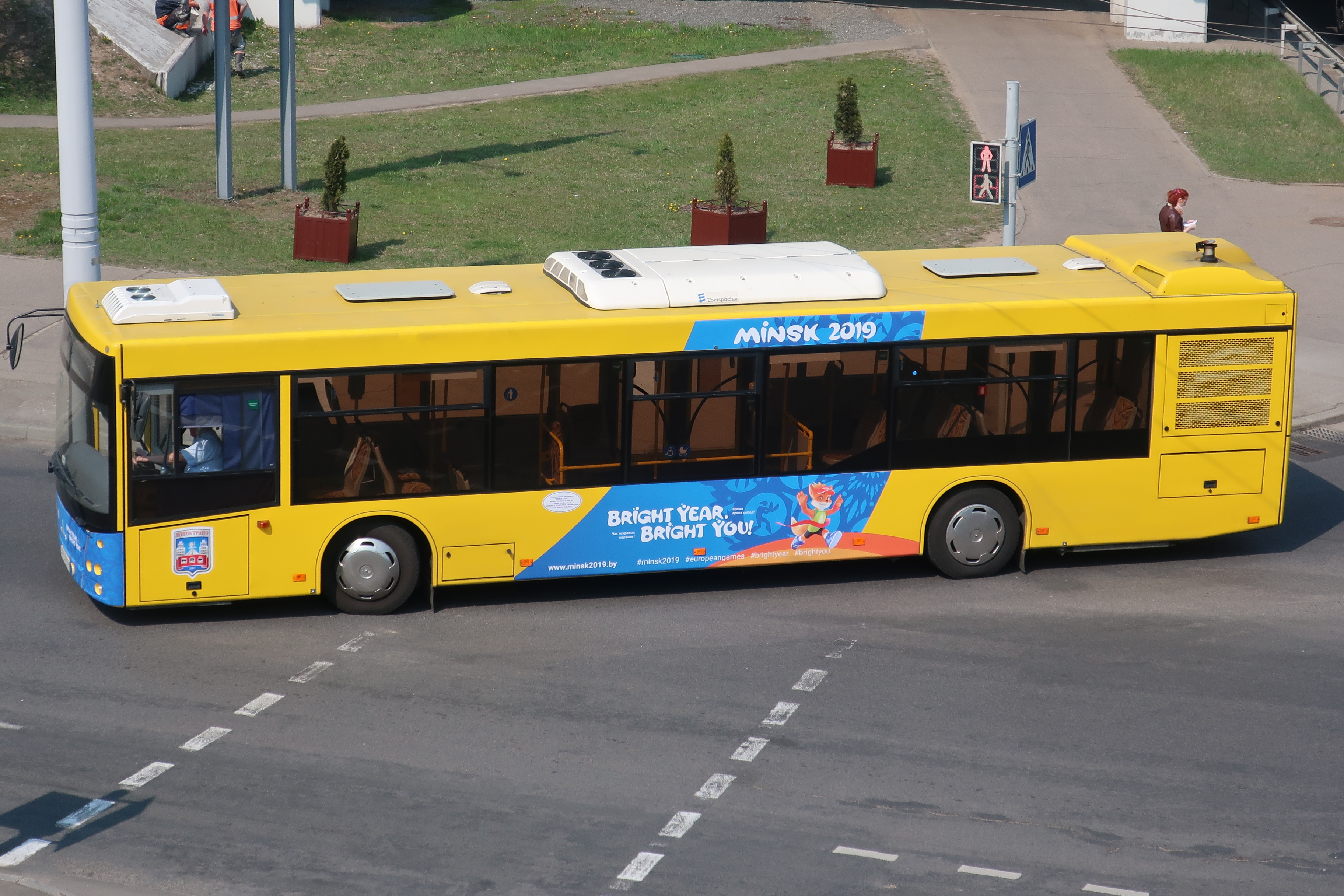
Автобус МАЗ-203 (маршрут 127а) у Мінську.

Відбір волонтерів на Ігри розпочався у  вересні 2017 року під час проведення «Доброфеста». Наприкінці 2017 року було подано понад 2 тисячі анкет. Здебільшого це студенти та учні білоруських навчальних закладів. Також було отримано заявки з Росії, Азербайджану, Великої Британії, Румунії і навіть Сінгапуру. Основні вимоги до кандидатів під час відбору це — комунікабельність, володіння англійською мовою. Обрані кандидати пройдуть ряд тренінгів і будуть задіяні у 20 напрямах. Кожного волонтера буде забезпечено спеціальною формою та акредитацією. Перший етап співбесід розпочався 19 лютого 2018 року і завершився 25 травня 2018 року. Іноземні громадяни з 52 країн заповнили 850 анкет. Переважна кількість заявок надійшла з Росії — 628. Друге місце за кількістю анкет займають Азербайджан, Україна, Казахстан — по 31 анкеті.

### Транспорт
27 грудня 2017 року було оголошено про завершення розробки комплексного плану транспортного обслуговування змагань, створеного з урахуванням потреб усіх сторін і досвіду попередніх столиць Олімпіад і перших Європейських ігор: Пекіна, Лондона, Баку. Головне завдання розробленого плану — оптимізувати маршрути таким чином, щоб будь-який учасник змагань мав змогу дістатися на будь-який стадіон не більше ніж за півгодини. Вже зараз відомо, що буде збільшено періодичність руху від залізничного вокзалу до зупинок Мацюківщина (Мінськ-Арена), Білорусь (Гребний канал у Заславлі) і Лошиця (Чижівка-Арена). Крім того, автобусну мережу буде розширено  10-12 новими маршрутами до місць змагань, за якими курсуватимуть до 300 автобусів і тролейбусів. З березня 2018 року в Мінську почали курсувати брендовані автобуси.

### Візи
29 травня 2018 року між Білорусією і Росією підписано міжурядову угоду про погодження деяких питань, пов'язаних з в'їздом іноземних громадян та осіб без громадянства на міжнародні спортивні заходи. Згідно з документом на період проведення в Росії чемпіонату світу з футболу для іноземних вболівальників встановлюється безвізовий режим на території Білорусі з 4 червня по 25 липня. У свою чергу російська сторона надасть в 2019 році право безвізового проїзду та перебування на своїй території іноземним уболівальникам, які їдуть до Мінська на ІІ Європейські ігри.
24 липня 2018 року підписано указ, який встановлює безвізовий в'їзд в Білорусь для учасників, офіційних представників, організаторів Ігор, інших фахівців з 20 травня по 10 липня 2019 року, а також для іноземних туристів з 10 червня по 10 липня 2019 року за акредитаційними картками або квитками на спортивні змагання.

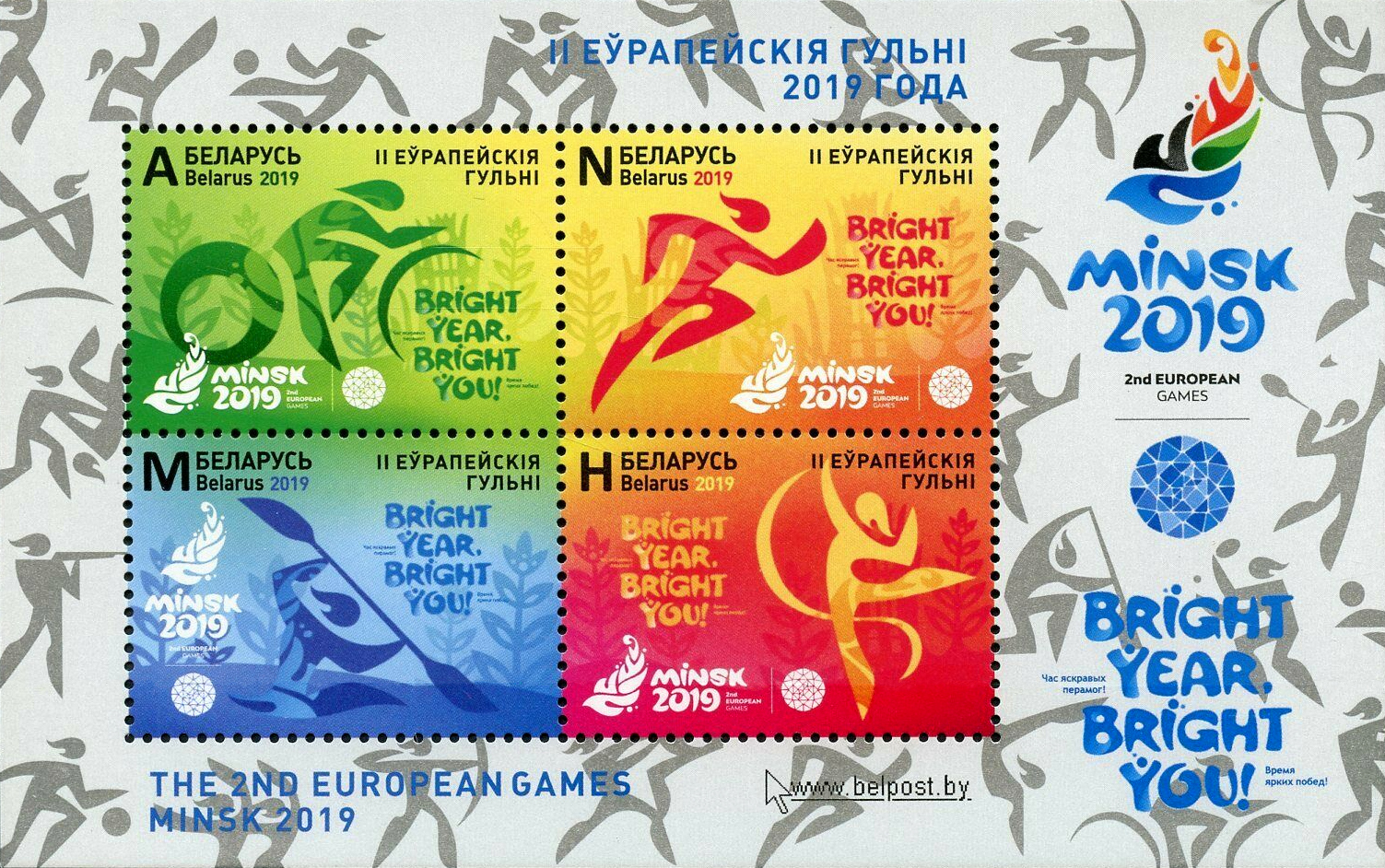
Поштові марки Білорусі

### Культурна програма
Одним з учасників культурної програми стане ГО «Білоруська федерація скейтбордингу». Включення скейтбордингу в культурну програму II Європейських ігор 2019 року досить символічно, адже день відкриття найбільшого мультиспортивних форуму Європи — 21 червня — збігається з офіційним святом всіх скейтерів світу — Міжнародним днем скейтбордингу (Go Skateboarding Day) і саме в цей день почне свою роботу спеціалізований майданчик в фан-зоні Ігор на вул. Жовтнева, де буде встановлено справжній скейтпарк. Протягом 10 днів в ньому будуть проводитися різні активності: майстер-класи, показові виступи, культурно-масові заходи. Саме там скейтери зможуть представити своє улюблене захоплення, свій спорт, свій спосіб життя, продемонструвати свою майстерність і поспілкуватися з однодумцями з інших держав.

### Квитки
Квитки на змагання II Європейських ігор надійдуть у продаж 1 грудня 2018 року. Купити квитки буде можливо через спеціальний сайт www.minsk2019.ticketpro.by, а також у більш ніж 400 касах мережі партнерів офіційного квиткового оператора — компанії Ticketpro. 1 грудня 2018 року квитки надійдуть у продаж в Європі через офіційних посередників. За такою системою громадяни Білорусі та інших європейських країн зможуть придбати квитки до 28 лютого 2019 року. Починаючи з 1 березня квитки на Ігри через сайт www.minsk2019.ticketpro.by зможуть придбати усі охочі з будь-якої країни світу.

## Спортивні змагання

### Країни-учасниці
В II Європейських іграх взяли участь більше 4000 атлетів із 50 країн Європи.
| Національні олімпійські комітети країн-учасниць (кількість кваліфікованих атлетів) |
| --- |
| \| - Австрія (59) - Азербайджан (85) - Албанія (13) - Андорра (12) - Бельгія (56) - Білорусь (233) - Болгарія (87) - Боснія і Герцеговина (17) - Велика Британія (103) - Вірменія (40) - Греція (66) - Грузія (63) - Данія (62) - Естонія (69) - Ізраїль (35) - Ірландія (68) - Ісландія (7) - Іспанія (157) - Італія (188) - Кіпр (41) - Косово (12) - Латвія (53) - Литва (79) - Ліхтенштейн (1) - Люксембург (25) - Мальта (4) - Молдова (50) - Монако (5) - Нідерланди (90) - Німеччина (159) - Норвегія (38) - Північна Македонія (12) - Польща (158) - Португалія (101) - Росія (250) - Румунія (130) - Сан-Марино (5) - Сербія (70) - Словаччина (78) - Словенія (72) - Туреччина (115) - Угорщина (134) - Україна (206) - Фінляндія (37) - Франція (185) - Хорватія (45) - Чехія (124) - Чорногорія (11) - Швейцарія (83) - Швеція (54) \| |
| - Австрія (59) - Азербайджан (85) - Албанія (13) - Андорра (12) - Бельгія (56) - Білорусь (233) - Болгарія (87) - Боснія і Герцеговина (17) - Велика Британія (103) - Вірменія (40) - Греція (66) - Грузія (63) - Данія (62) - Естонія (69) - Ізраїль (35) - Ірландія (68) - Ісландія (7) - Іспанія (157) - Італія (188) - Кіпр (41) - Косово (12) - Латвія (53) - Литва (79) - Ліхтенштейн (1) - Люксембург (25) - Мальта (4) - Молдова (50) - Монако (5) - Нідерланди (90) - Німеччина (159) - Норвегія (38) - Північна Македонія (12) - Польща (158) - Португалія (101) - Росія (250) - Румунія (130) - Сан-Марино (5) - Сербія (70) - Словаччина (78) - Словенія (72) - Туреччина (115) - Угорщина (134) - Україна (206) - Фінляндія (37) - Франція (185) - Хорватія (45) - Чехія (124) - Чорногорія (11) - Швейцарія (83) - Швеція (54)       |

### Види спорту
Змагання відбувалися в 15 видах спорту. У 10 видах спорту вони були кваліфікаційними для участі в літніх Олімпійських іграх 2020 року в Токіо.
| - Бадмінтон - Баскетбол (3x3) - Бокс - Боротьба - Вільна боротьба - Греко-римська боротьба | - Велоспорт - Гонки на велотреку - Шосейний велоспорт - Веслування на байдарках і каное | - Гімнастика - Спортивна аеробіка - Спортивна акробатика - Спортивна гімнастика - Стрибки на батуті - Художня гімнастика - Дзюдо | - Карате - Легка атлетика - Настільний теніс - Пляжний футбол - Самбо - Стрільба - Кульова стрільба - Стендова стрільба - Стрільба з лука |

## Медальний залік
Підсумковий медальний залік.
  *   Країна-господарка (Білорусь)
| Місце               | NOC                   | Золото | Срібло | Бронза | Загалом |
| ------------------- | --------------------- | ------ | ------ | ------ | ------- |
| 1                   | Росія (RUS)           | 44     | 23     | 42     | 109     |
| 2                   | Білорусь (BLR)*       | 24     | 16     | 29     | 69      |
| 3                   | Україна (UKR)         | 16     | 17     | 18     | 51      |
| 4                   | Італія (ITA)          | 13     | 15     | 13     | 41      |
| 5                   | Нідерланди (NED)      | 9      | 13     | 7      | 29      |
| 6                   | Німеччина (GER)       | 7      | 6      | 13     | 26      |
| 7                   | Грузія (GEO)          | 6      | 10     | 14     | 30      |
| 8                   | Франція (FRA)         | 6      | 9      | 13     | 28      |
| 9                   | Велика Британія (GBR) | 6      | 9      | 8      | 23      |
| 10                  | Азербайджан (AZE)     | 5      | 10     | 13     | 28      |
| 11–43               | Решта                 | 64     | 72     | 113    | 249     |
| Загалом (43 збірні) | Загалом (43 збірні)   | 200    | 200    | 283    | 683     |

## Символи

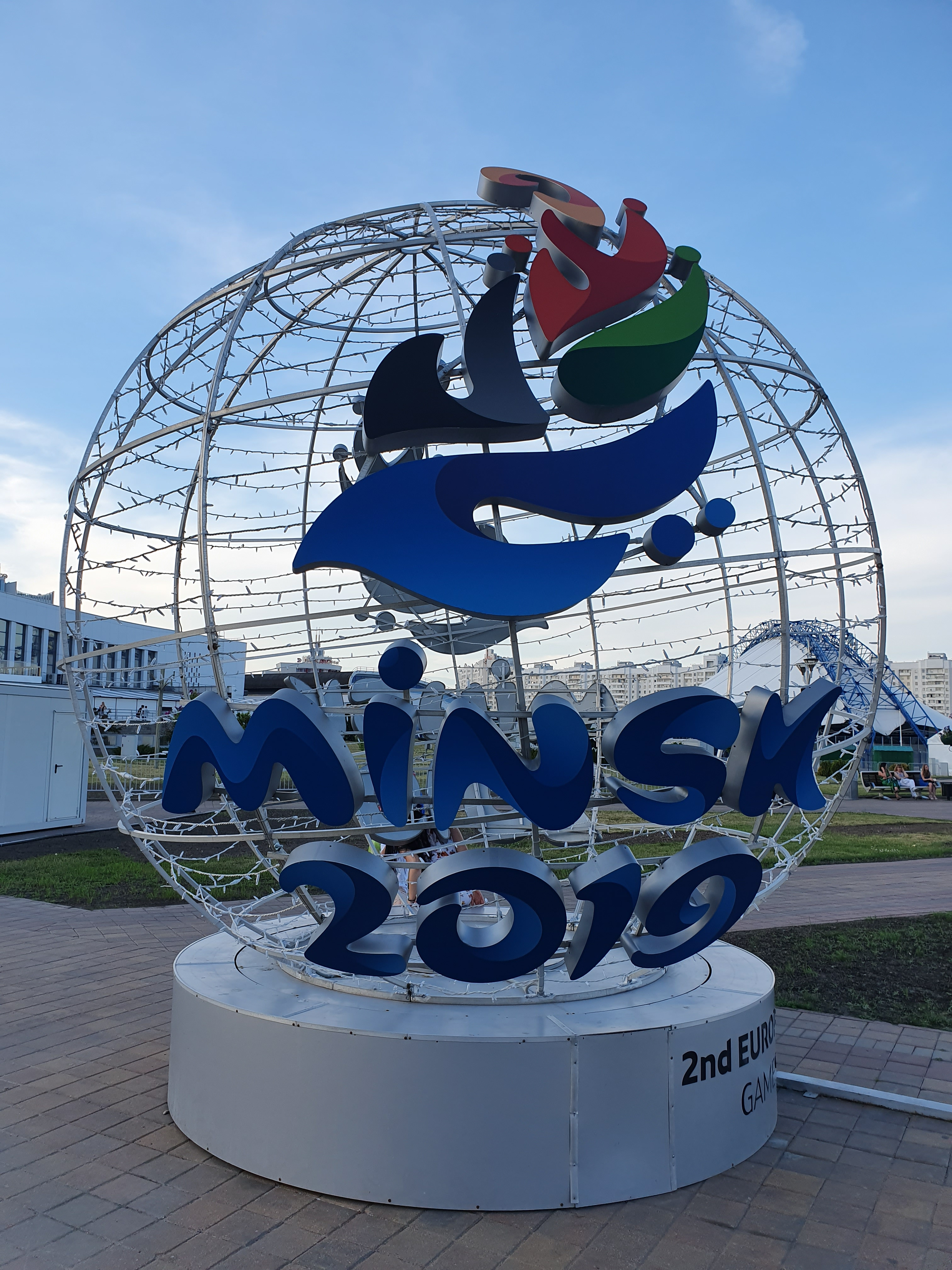
Знак у формі логотипа II Європейських ігор.

### Логотип
Прототипом для створення логотипу Європейських ігор у Мінську стало купальське вогнище і цвіт папороті, які відіграють важливу роль у білоруській культурі. Так, згідно з легендою, цвіт папороті квітне раз на рік опівночі на Івана Купала і лише на мить. Кожен, хто побачить цей цвіт, стане володарем надзвичайних здібностей і талантів.

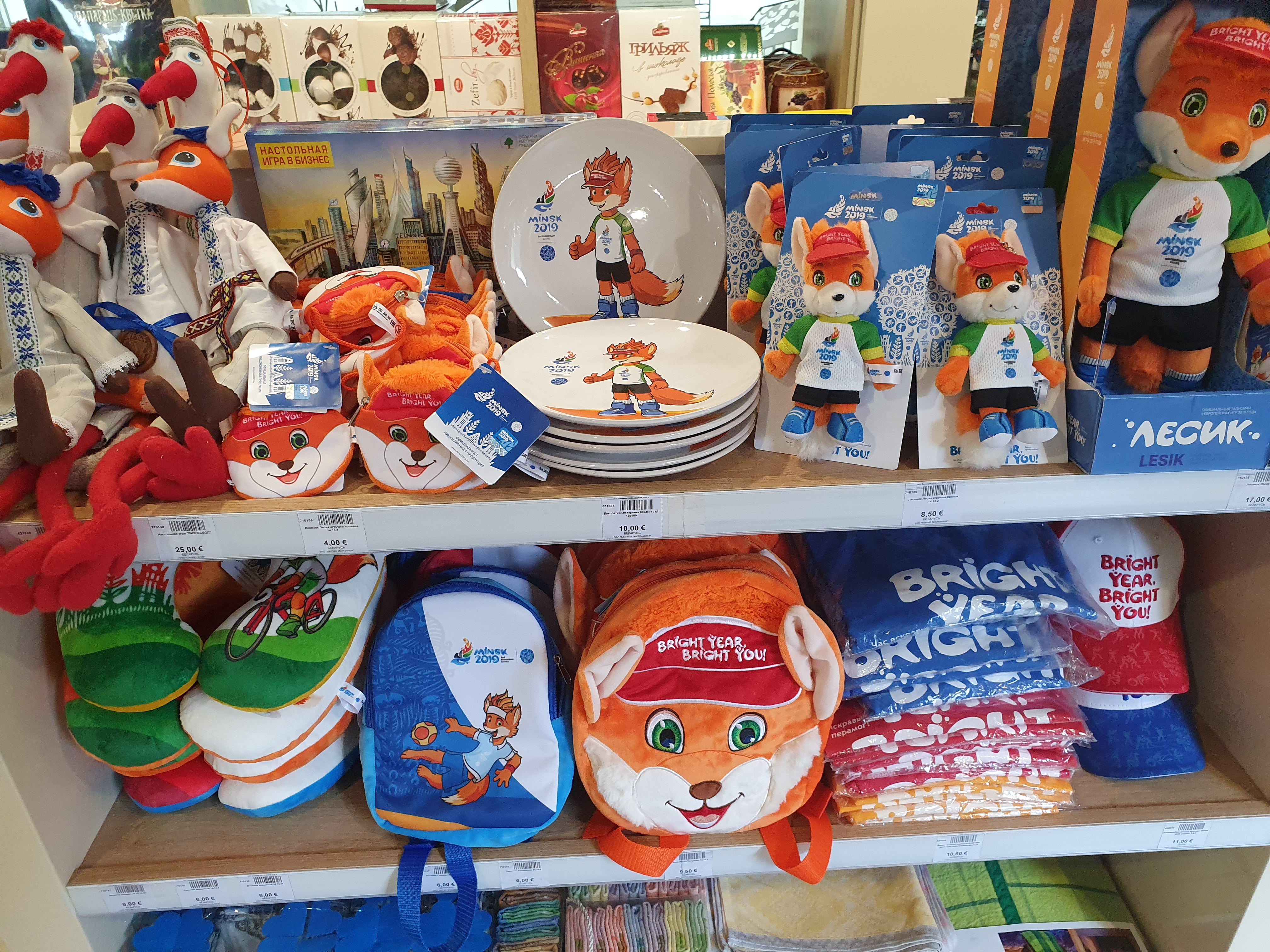
Сувенірна лава з Лесиком.

### Талісман
Восени 2017 року було оголошено відкритий республіканський конкурс на розробку талісмана II Європейських ігор. Взяти участь у конкурсі міг будь-хто. В результаті, було зібрано понад 2 тисячі пропозицій. Свої роботи представили і професійні дизайнери, і любителі. У 2018 році талісманом було обрано Лиснятка Лесика, це веселе, азартне та по-білоруськи приязне і дружнє звірятко.

### Гасло
Гаслом заходу були обрані слова Year Bright, Bright You («Яскравий рік, яскравий ти»), що вдало вказує також на національний домен Білорусі та офіційне міжнародне скорочення — BY. Українським еквівалентом слогану обрано вираз «Час яскравих перемог!», білор. «Час яскравых перамог!», і рос. «Время ярких побед!».

### Вогонь ігор
Планується, що перед початком ігор буде проведено естафету «Полум'я миру». Традиційний біг буде супроводжуватися креативними фішками від організаторів, що допоможуть зробити естафету більш красивою і пам'ятною. Як бігунів передбачається запросити не тільки спортсменів, але і медіаперсон. Початок заплановано традиційно за  сто днів до початку Ігор. Наразі ведеться планування маршруту і сценарію естафети.

## Спортивні об'єкти
Для проведення Ігор будуть задіяні спортивні об'єкти, що вже існують, а деякі з яких будуть реконструйовані до початку форуму. Церемонія відкриття та закриття, а також змагання з легкої атлетики пройдуть на стадіоні «Динамо» (Мінськ, вул. Кірова, 8). Відкриття оновленого стадіону відбулось 21 червня 2018 року. Спортсмени будуть проживати на території студентського містечка, розрахованого прийняти до 6000 чоловік. Частину споруд містечка вже введено в експлуатацію, частину буде завершено до квітня 2019 року. Кожна квартира має 2 кімнати і 1 санвузол. У будинках розміщено невеличку кав'ярню, тренажерний зал, медпункт, ресторан. Офіційні особи будуть розміщені в Marriott Hotel Double Tree by Hilton.

## Українська збірна
Докладніше: Україна на Європейських іграх 2019